# Ali Sadikin

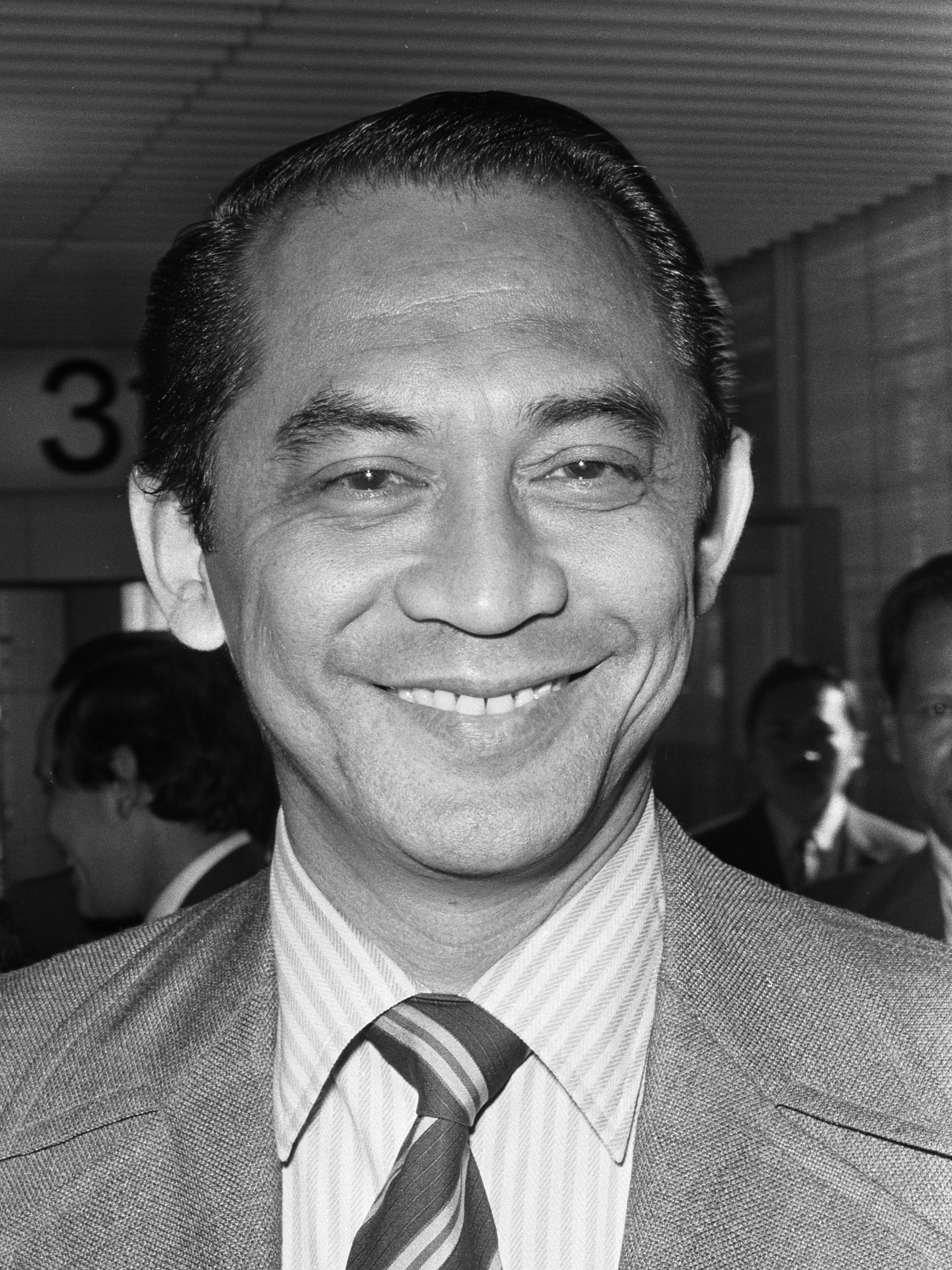
Ali Sadikin (1975)

Ali Sadikin (* 7. Juli 1927; † 20. Mai 2008 in Singapur) war ein indonesischer Politiker.

## Karriere
Sadikin war von 1966 bis 1977 Gouverneur von Jakarta. 1971 wurde er mit dem Ramon-Magsaysay-Preis ausgezeichnet.

## Schriften
- Bang Ali Edemi Jakarta (1966–1977): Memoar (Indonesian) by Ali Sadikin, Ramadhan K. H., *Jakarta Raya (Indonesia) Pustaka Sinar Harapan. 1992.
- Tantangan Demokrasi (Indonesian) by Ali Sadikin. Pustaka Sinar Harapan. 1995.
- Pers Bertanya, Bang Ali Menjawab (Indonesian) by Ali Sadikin, Ramadhan K. H. Pustaka Jaya. 1995.